# لوته كيارسكو
لوته فالدبورغ كيارسكو (بالدنماركية: Lotte Faldborg Kiærskou)‏ (ولدت في 23 يونيو 1975 في فريكشهاون) هي لاعبة كرة يد دنماركية متقاعدة وبطلة أولمبية لمرتين. فازت بميداليتين ذهبيتين مع المنتخب الوطني الدنماركي في دورة الألعاب الأولمبية الصيفية 2000 في سيدني،  ومرة أخرى بعد أربع سنوات في دورة الألعاب الأولمبية الصيفية 2004 في أثينا. وقد شاركت خلال مسيرتها الرياضية في 111 مباراة سجلت فيها 414 هدفا.
كيارسكو مثلية الجنس علنا، وقد التقت بريكه سكوف في فريق كرة اليد كزميلتين في اللعب في نادي فيبورغ لكرة اليد، ودخلتا في شراكة مسجلة، «ولم يخطر ببالهما أبداً إبقاء علاقتهما سرية». ولكن الشريكتين انفصلتا بعد 11 عاما معا في عام 2011. تقاعدت لوته من رياضة كرة اليد وتعمل كمعلمة في مدرسة في مدينة فيبورغ الدنماركية، وقد أنجبت ابنتين (كارولاين في عام 2006، وآنا عام 2008 عبر تلقيح إصطناعي.

## الميداليات
| الميدالية | المسابقة                            |
| --------- | ----------------------------------- |
| ذهبية     | الألعاب الأولمبية الصيفية 2004      |
| ذهبية     | الألعاب الأولمبية الصيفية 2000      |
| فضية      | بطولة أوروبا لكرة اليد للسيدات 1998 |

## روابط خارجية
- لوته كيارسكو على موقع الاتحاد الأوروبي لكرة اليد (الإنجليزية)
- لوته كيارسكو على موقع أوليمبيديا (الإنجليزية)